# AMD K6-III

Мікроархітектура AMD K6-III

AMD K6-III — мікропроцесор архітектури IA-32 (x86-32) виробництва AMD. Розвиток процесора AMD K6 і AMD K6-2. Вперше представлений корпорацією AMD в лютому 1999 року. Позиціонувався як прямий суперник процесора Pentium III при меншій вартості.
Є одним з найбільш продуктивних процесорів для Socket7/Super7 систем. Інтегрований в ядро повношвидкісний кеш другого рівня L2 повинен був якось виправити обмеження чипсета на кешування пам'яті. Єдиний чипсет, який не кешував пам'ять в обхід, так і залишився «на папері» (ALI Aladdin 7 від Acer Laboratories Incorporated).

## Моделі

### K6-III (ядро Sharptooth)
- CPU ID: AuthenticAMD Family 5 Model 9
- 21,3 мільйона транзисторів по техпроцесу 250 нм.
- Площа кристала: 118 мм ²
- Типове енергоспоживання / тепловиділення: 18,1-29,5 Вт (залежно від частоти і моделі)
- Кеш першого рівня: 32 +32 КБ (дані + інструкції).
- Кеш другого рівня: 256 КБ повношвидкісний, на кристалі процесора.
- Кеш третього рівня: до 1 МБ, розташований на материнській платі.
- Підтримка інструкцій: MMX, 3DNow!
- Роз'єм: Socket 7.
- Частота системної шини: 100 МГц.
- Напруга живлення: 2,2 і 2,4 В.
- Частота: 400, 450 Мгц.

Випускався в тому числі і в мобільному варіанті:

### K6-III-P
- CPU ID: AuthenticAMD Family 5 Model 9
- Техпроцес: 250 нм
- Кеш першого рівня: 32 +32 КБ (дані + інструкції).
- Кеш другого рівня: 256 КБ повношвидкісний, на кристалі процесора.
- Підтримка інструкцій: MMX, 3DNow!
- Роз'єм: Socket 7, Super7
- Частота системної шини FSB: 66, 95, 96,2, 66/100, 100 МГц
- Напруга живлення: 2,0 і 2,2 В.
- Представлений: 31 травня 1999
- Частота: 350, 366, 380, 400, 433, 450 МГц

## AMD K6-III +

### K6-III +
- CPU ID: AuthenticAMD Family 5 Model 13
- Техпроцес: 180 нм
- Кеш першого рівня: 32 +32 КБ (дані + інструкції).
- Кеш другого рівня: 256 КБ повношвидкісний, на кристалі процесора.
- Кеш третього рівня: до 1 МБ, розташований на материнській платі.
- Підтримка інструкцій: MMX, Extended 3DNow!, PowerNow!
- Роз'єм: Super7
- Частота системної шини FSB: 95, 100 МГц
- Напруга живлення: 2,0 В (1,6 і 1,8 В для моделей з низькою напругою)
- Представлений: 18 квітня 2000
- Частота: 400, 450, 475, 500 МГц